# Thomas Menino

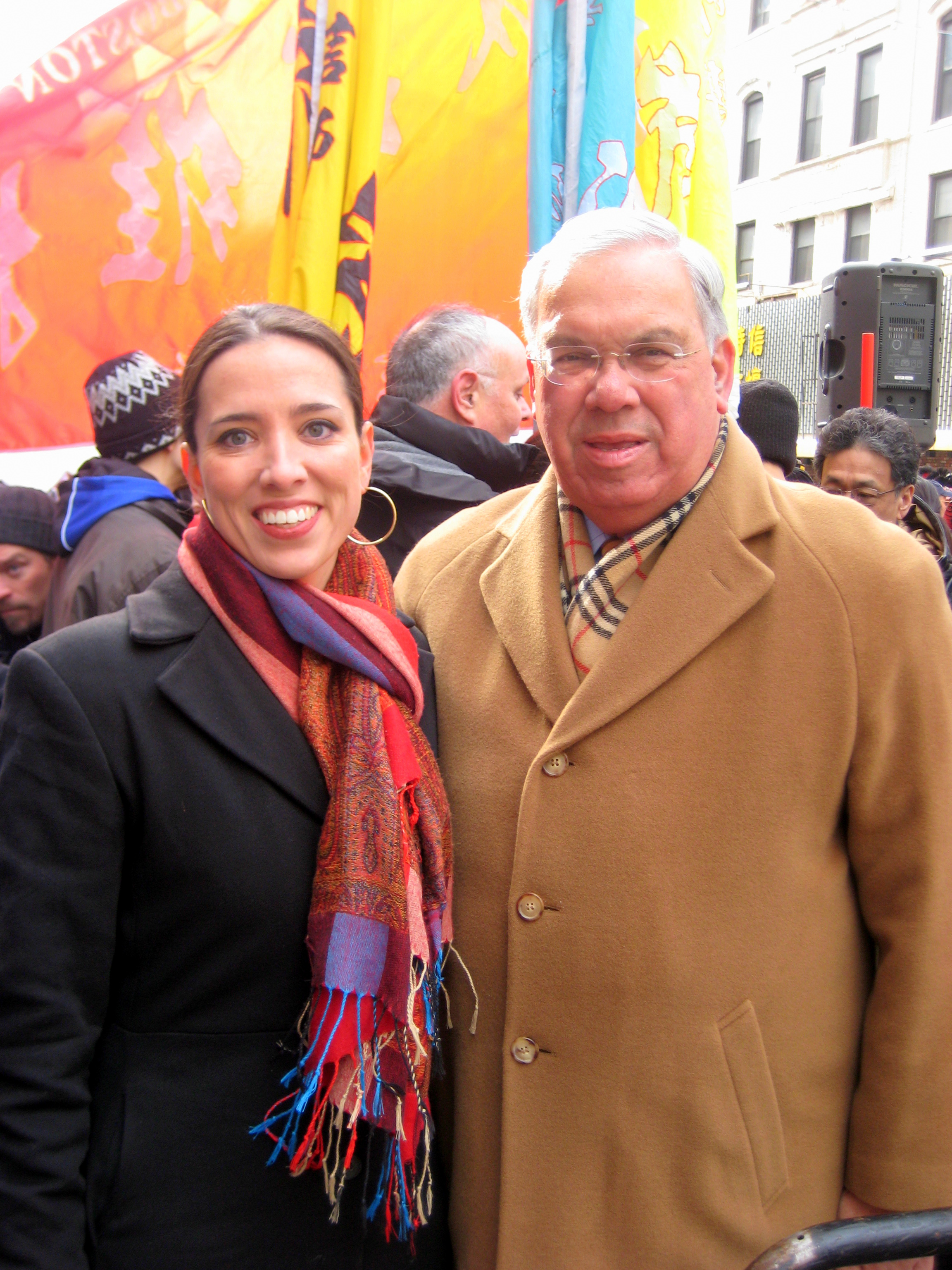
Em fevereiro de 2009, o prefeito de Boston com a senadora Sonia Chang-Díaz no festival do Ano Novo chinês em Chinatown.

Thomas Michael Menino (Massachussets, 27 de dezembro de 1942 - Boston, 30 de outubro de 2014) foi um político e ex-prefeito de Boston, nos Estados Unidos da América.

## Obras publicadas
- Menino, Thomas; Beatty, Jack (2014). Mayor for a New America. [S.l.]: Houghton Mifflin Harcourt. ISBN 978-0544302495